# Franklin (Virginia Occidental)
Franklin es un pueblo ubicado en el condado de Pendleton en el estado estadounidense de Virginia Occidental. En el Censo de 2010 tenía una población de 721 habitantes y una densidad poblacional de 494,46 personas por km².

## Geografía
Franklin se encuentra ubicado en las coordenadas 38°38′43″N 79°20′0″O / 38.64528, -79.33333. Según la Oficina del Censo de los Estados Unidos, Franklin tiene una superficie total de 1.46 km², de la cual 1.46 km² corresponden a tierra firme y (0.18%) 0 km² es agua.

## Demografía
Según el censo de 2010, había 721 personas residiendo en Franklin. La densidad de población era de 494,46 hab./km². De los 721 habitantes, Franklin estaba compuesto por el 96.53% blancos, el 0.97% eran afroamericanos, el 0.55% eran amerindios, el 0.42% eran asiáticos, el 0% eran isleños del Pacífico, el 0.42% eran de otras razas y el 1.11% pertenecían a dos o más razas. Del total de la población el 0.69% eran hispanos o latinos de cualquier raza.